# Kołdów
Kołdów – wieś w Polsce położona w województwie łódzkim, w powiecie sieradzkim, w gminie Błaszki.
W latach 1975–1998 miejscowość administracyjnie należała do województwa sieradzkiego.
W Kołdowie, w 1774 roku, urodził się Józef Biernacki, uczestnik insurekcji kościuszkowskiej, wojen napoleońskich oraz generał brygady i naczelnik wojenny województwa kaliskiego w powstaniu listopadowym.